# Tizi N'Test
Tizi N'Test  (in arabo تيزي نتاست‎?) è un centro abitato e comune rurale del Marocco situato nella provincia di Taroudant, regione di Souss-Massa. Conta una popolazione di 5 182 abitanti (censimento 2014).